# Majadahonda
Majadahonda ist eine Gemeinde 16 km nordwestlich von Madrid. Wie in allen Gemeinden der Umgebung Madrid wächst auch hier die Bevölkerung schnell an. 2024 hatte die Gemeinde 73.355 Einwohner. Durch die gute Anbindung mit der A-6 haben sich hier viele Unternehmen aus dem Dienstleistungsbereich niedergelassen; es gibt mehrere große Einkaufszentren, dagegen kaum Industrie. Die Stadt erfüllt vor allem die Funktion eines Wohnorts für Pendler nach Madrid, der wegen des etwas frischeren Klimas in der Nähe der Berge beliebt ist. Es gibt mehrere Buslinien und eine S-Bahn-Station („cercanías“) deren Lage am Rand der Stadt allerdings eher ungünstig ist.
Der Name (etwa „tief liegende Weide“) deutet auf die Landnutzung in früheren Jahrhunderten hin.

## Rundfunksender
Zwischen Majadahonda und Las Rozas befindet sich der leistungsfähigste Rundfunksender (40° 29′ 6″ N, 3° 52′ 27″ W) von Spanien, der auf der Frequenz 585 kHz mit einer Leistung von 600 kW verbreitet und während der Nachtstunden auch in Deutschland leicht empfangen werden kann. Als Antenne wird ein 1962 errichteter, 264 Meter hoher, abgespannter Sendemast, der das höchste Bauwerk im Großraum Madrid darstellt, verwendet. Auf dem Stationsgelände, von dem aus auch das Programm von RNE-5 auf 657 kHz und von COPE Madrid auf 999 kHz abgestrahlt wird, befindet sich noch ein zweiter 130 Meter hoher Sendemast.

## Geschichte
Am 11. August 1812 fand in der Nähe die Schlacht bei Majadahonda statt.